# Domosclerus cylindricus
Domosclerus cylindricus is een mosdiertjessoort uit de familie van de Bifaxariidae. De wetenschappelijke naam van de soort is voor het eerst geldig gepubliceerd in 1986 door David & Pouyet.